# Союз водного поло Республіки Сербської

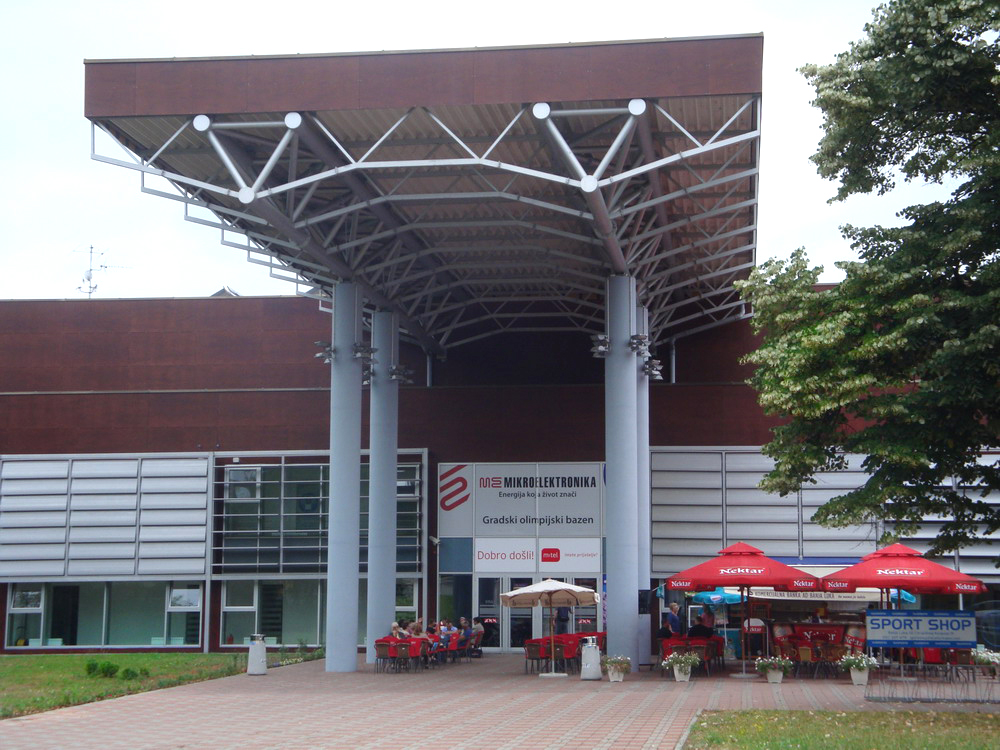
Міський олімпійський басейн (Баня-Лука)

Союз водного поло Республіки Сербської (серб. Ватерполо савез Републике Српске), скорочено ВСРС — суспільна та спортивна організація, заснована в 2009 році для управління розвитком водного поло в Республіці Сербській та Боснії і Герцеговині. Штаб-квартира знаходиться в Баня-Луці. Цей союз є одним з двох подібних союзів, які входять в Союз водного поло Боснії і Герцеговини. Одна з основних цілей Союзу — розвивати масове заняття водним полом у Республіці Сербській, особливо серед молоді. 15 червня 2013 року було утворено Союз водного поло Боснії і Герцеговини завдяки зусиллями Союзу водного поло Республіки Сербської і Союзу водного поло Федерації Боснії і Герцеговини. Установче засідання пройшло в Неумі в готелі «Зеніт», головою обрано Івана Лакича.

## Водне поло в Баня-Луці

### Розвиток
Перший матч з водного поло в Баня-Луці був зіграний у 1956 році. Протягом наступних 50 років водне поло розвивалося з перемінним успіхом, не припиняючи цей процес навіть під час Боснійської війни. Поштовхом до подальшого розвитку цього виду спорту став побудований у 2009 році Міський олімпійський басейн, де почалися заняття водними видами спорту, в тому числі й водним поло. Він є одним з найсучасніших в країні і передбачає можливість проведення занять і змагань з будь-якого водного виду спорту, в тому числі і з водного поло. Всього ж у Республіці Сербській є чотири басейни (два відкритих і два закритих). Спортивні клуби з водного поло є лише в Баня-Луці. З метою розвитку спорту в місті сюди приїжджали провідні команди Сербії: «Воєводина», «Партизан», «Црвена Звезда» і збірні Сербії.

## Клуби
- «Баня-Лука»: заснований у 2006 році, правонаступник клубу «Інцел». Проводить тренування в Міському олімпійському басейні Баня-Луки. Чемпіон і володар Кубка Республіки Сербської серед юнаків та молоді в 2010 році, чемпіон Боснії і Герцеговини серед ветеранів спорту 2014 року, чемпіон Боснії і Герцеговини 2016 року.
- «Фортуна»: заснований у 2009 році в Рекреативні центрі спорткомплексу Баня-Луки. Проводить тренування влітку і взимку в Міському олімпійському басейні Баня-Луки.
- «Студент»: заснований в 2005 році студентами факультету фізичної освіти Баня-Лукинського університету. Допомагає в навчанні юних ватерполістів, займається в школах плавання і водного поло[5].

## Органи союзу
До складу Союзу водного поло Республіки Сербської входять такі органи:
- Скупщина: вищий орган Союзу
- Комітет управління: виконавчий орган Скупщини
- Президент Союзу: представник Союзу
- Секретар: управляє всіма операціями Союзу
- Постійний спортивний арбітраж: вирішує спори між Союзом і його членами відповідно до Статуту Союзу водного поло Республіки Сербської.

## Чемпіонати
Чемпіонат Боснії і Герцеговини проводиться з 2014 року. Фінальні матчі пройшли 20 і 21 грудня в Міському олімпійському басейні Баня-Луки: у всіх п'яти вікових категоріях перемогли спортсмени клубу «Баня-Лука». У старшій віковій категорії «Баня-Лука» перемогла команду «Ядран» з Неуму з рахунком 8:6 (2:2, 2:2, 2:1, 2:1); 30 листопада 2014 року в чемпіонаті Республіки Сербської «Баня-Лука» перемогла клуб «Фортуна» з рахунком 10:9.